# فرودگاه شربورن-این-المت
فرودگاه شربورن-این-المت (به انگلیسی: Sherburn-in-Elmet Airfield) یک فرودگاه همگانی است که یک باند فرود سنگفرش دارد و طول باند آن ۸۳۰ متر است. این فرودگاه در کشور انگلستان قرار دارد و در ارتفاع ۸ متری از سطح دریا واقع شده است.